# دة باد عليا
دة باد عليا (بالإنجليزية: Deh-e Bad-e Olya)‏ هي قرية تقع في قسم تشنارود الجنوبي الريفي (مقاطعة تشادغان) في إيران. يقدر عدد سكانها بـ 159 نسمة .